# Club Deportivo de Tondela 2020-2021
Questa pagina raccoglie i dati riguardanti il Club Deportivo de Tondela nelle competizioni ufficiali della stagione 2020-2021.

## Rosa
| N. |                          | Ruolo | Calciatore       |
| -- | ------------------------ | ----- | ---------------- |
| 1  | Portogallo (bandiera)    | P     | Joel Sousa       |
| 2  | Brasile (bandiera)       | D     | Bebeto           |
| 4  | Portogallo (bandiera)    | D     | Jota Gonçalves   |
| 5  | Guinea-Bissau (bandiera) | C     | João Jaquité     |
| 6  | Brasile (bandiera)       | C     | Pedro Augusto    |
| 7  | Portogallo (bandiera)    | C     | Salvador Agra    |
| 8  | Portogallo (bandiera)    | C     | João Pedro       |
| 10 | Venezuela (bandiera)     | A     | Jhon Murillo     |
| 11 | Croazia (bandiera)       | A     | Tomislav Štrkalj |
| 14 | Spagna (bandiera)        | C     | Jaume Grau       |
| 17 | Spagna (bandiera)        | A     | Mario González   |
| 18 | Spagna (bandiera)        | C     | Roberto Olabe    |

| N. |                       | Ruolo | Calciatore               |
| -- | --------------------- | ----- | ------------------------ |
| 19 | Portogallo (bandiera) | D     | Tiago Almeida            |
| 20 | Portogallo (bandiera) | D     | Filipe Ferreira          |
| 21 | Uruguay (bandiera)    | D     | Enzo Martínez            |
| 23 | Portogallo (bandiera) | D     | Yohan Tavares (capitano) |
| 24 | Algeria (bandiera)    | D     | Naoufel Khacef           |
| 28 | Portogallo (bandiera) | C     | Tiago Dantas             |
| 34 | Portogallo (bandiera) | D     | Ricardo Alves            |
| 45 | Mauritania (bandiera) | A     | Souleymane Anne          |
| 70 | Portogallo (bandiera) | C     | Rafael Barbosa           |
| 80 | Capo Verde (bandiera) | C     | Telmo Arcanjo            |
| 88 | Portogallo (bandiera) | P     | Pedro Trigueira          |
| 99 | Senegal (bandiera)    | P     | Babacar Niasse           |